# Castopod
Castopod — свободный хостинг-сервер для подкастов, поддерживающий федерирование с помощью протокола ActivityPub. Таким образом Castopod является частью Fediverse, что позволяет авторам тесно взаимодействовать со слушателями, а слушателям получать новые эпизоды подкастов в своей новостной ленте в социальных сетях.

## Функции
Владельцы подкаста могут настроить свой профиль так же, как пользователи Mastodon. Профиль может иметь аватар, баннер, описание и ссылки на другие социальные сети.
При желании создатели подкастов могут монетизировать свой контент с помощью рекламы или других методов.
Castopod имеет встроенные механизмы аналитики подкастов и отдельных эпизодов. Собираемая статистика анонимизирована и не противоречит GDPR .
Также Castopod поддерживает протокол WebSub.

## Технология
Программное обеспечение написано на PHP и использует фреймворк CodeIgniter 4.

## История
Castopod был создан в марте 2019 года. Причиной было отсутствие бесплатного федеративного решения для подкастинга. Проект подавал заявку на грант NLnet и успешно получил его.
Также Castopod был упомянут в плане действий DINUM в вопросах цифрового достояния и свободного программного обеспечения в бюллетене BlueHats Gazette за февраль 2022 года.